# Naho Toda
Naho Toda (jap. 戸田 菜穂 Toda Naho; ur. 13 marca 1974 r. w Hiroszimie) – japońska aktorka.

## Filmografia

### Seriale
- Sego-don (NHK 2018)
- Henkan Koshonin ~ Itsuka Okinawa Torimodosu (NHK BS Premium, 2017)
- Karisuma Shotenin ga Erabu Shugyoku no Issatsu (Fuji TV 2017)
- Uso Nante Hitotsu mo nai no (NHK BS Premium, 2017)
- Furenaba Ochin (NHK BS Premium, 2016)
- Kekkonshiki no Zenjitsu ni (TBS 2015)
- Lunch no Akko-chan (NHK BS Premium, 2015)
- Gunshi Kanbee (NHK 2014)
- Hamu ~ Kouan Keisatsu no Otoko (Fuji TV 2014)
- Nanatsu no Kaigi (NHK 2013)
- Hajimari no Uta (NHK 2013)
- Machigawarechatta Otoko (Fuji TV 2013)
- Ten no Hakobune (Wowow 2012)
- Piece – Kanojo no Kioku (NTV 2012)
- Higashino Keigo Mysteries (Fuji TV 2012) odc.1
- Zettai Reido 2 (Fuji TV 2011) odc.1,2
- Shikei Kijun (Wowow 2011)
- Ikon Ari ~ Meiji Juusan-nen Saigo no Adauchi (TV Asahi 2011)
- Aibou 10 (TV Asahi 2011) odc.1
- BOSS 2 (Fuji TV 2011) odc.3
- Young Black Jack (NTV 2011)
- Sazae-san 3 (Fuji TV 2011)
- Marks no Yama (Wowow 2010)
- Tobo Bengoshi (Fuji TV 2010) odc.2
- Tanin no ie (Wowow 2010)
- Kiri no Hata (NTV 2010)
- Hitsudan Hostess (TBS 2010)
- JIN (TBS 2009)
- Tsubakiyama Kacho no Nanokakan (TV Asahi 2009)
- Hataraku Gon! (NTV 2009)
- Soratobu Taiya (Wowow 2009)
- Kami no Shizuku (NTV 2009)
- Judge II (NHK 2008)
- SCANDAL (TBS 2008)
- Hachi-One Diver (Fuji TV 2008) odc.10
- Honto to Uso to Tequila (TV Tokyo 2008)
- Hokaben jako Kuramoto Shiori (NTV 2008)
- Judg (NHK 2007)
- Hanaikusa (Fuji TV 2007)
- My Sweet Home (NTV 2007)
- Walkers (NHK 2006)
- Yakusha Damashii (Fuji TV 2006)
- 14 Sai no Haha (NTV 2006) odc.8
- Yonimo Kimyona Monogatari Okusanyasan (Fuji TV 2006)
- Anego jako Kato Hiromi (NTV 2005)
- Yoshitsune (NHK 2005)
- I'm Home (NHK 2004)
- Tobosha (TBS 2004)
- Rikon Bengoshi (Fuji TV 2004) odc.8
- Anata no Tonari ni Dareka Iru (Fuji TV 2003)
- Shomuni 3 (Fuji TV 2002)
- Ginza no Koi (NTV 2002)
- Friends (TBS 2002)
- Love Story (TBS 2001)
- Hanamura Daisuke (Fuji TV 2000) odc.9
- Shomuni 2 (Fuji TV 2000)
- Kira Kira Hikaru (Fuji TV 2000, SP2)
- Renai Sagishi (TV Asahi 1999)
- Shomuni (Fuji TV 1998)
- Konna Koi no Hanashi (Fuji TV 1997)
- Zoku Hoshi no Kinka (NTV 1996)
- Honoo no Shobotai (TV Asahi 1996)
- Jinsei wa Jojo da (TBS 1995)
- Onegai Demon! (Fuji TV 1993)
- Eenyobo (NHK 1993)
- Sayonara wo Mouichido (Fuji TV 1992)

### Filmy
- Buta ga Ita Kyoushitsu / School Days with a Pig (2008)
- Kamikadze Boski Wiatr / Ore wa, Kimi no Tame ni koso Shini ni Iku (2007)
- Mamiya Kyodai (2006)
- 8-gatsu no Christmas (2005)
- Shinibana (2004)
- Sky High (2003)
- Cosmic Rescue (2003)
- Pride: Unmei no Toki (1998)
- Mind Game (1998)
- Haru (1996)
- Kimi wo Wasurenai (1995)
- Mizu no Naka no Hachigatsu (1995)
- Natsu no Niwa (1994)